# Paolo Gucci
Paolo Gucci (Firenze, 29 marzo 1931 – Londra, 10 ottobre 1995) è stato un imprenditore e stilista italiano.

## Biografia
Figlio di Aldo Gucci e nipote di Guccio Gucci, fondatore dell'omonima casa di moda, iniziò a lavorare per l'azienda di famiglia alla fine degli anni sessanta in qualità di capo stilista. Nel 1978 ne divenne vicepresidente. 
Nel 1980 tentò di mettersi in proprio con una linea di accessori di abbigliamento e oggetti d'arredo usando il nome dell'azienda, senza però averne il permesso ed entrando così in contrasti legali con il resto della famiglia. A causa della violazione delle norme sui diritti d'autore, le sue attività vennero bloccate e gli fu imposto di usare per le sue produzioni il suo nome personale "Paolo Gucci".
Nel 1984, come sorta di vendetta, fece allontanare il padre Aldo dall'azienda con l'aiuto del cugino Maurizio, divenuto da poco azionista di maggioranza, informando l'Internal Revenue Service dell'evasione fiscale in cui suo padre era coinvolto, cosa che lo portò nel 1986 ad una condanna a un anno e un giorno di carcere. Nel 1987 vendette tutte le sue azioni di Gucci a Investcorp per 42,5 milioni di dollari. 
A causa delle spese stravaganti e di cattive decisioni commerciali dichiarò bancarotta nel 1993.
Morì a Londra all'età di 64 anni il 10 ottobre 1995 in seguito ad un'epatite cronica, sette mesi dopo l'omicidio del cugino Maurizio.

## Vita privata
Nel 1952 si sposò con Yvonne Moschetto, dalla quale ebbe due figlie: Elisabetta e Patrizia. I due divorziarono nel 1977 e Gucci si risposò lo stesso anno con Jenny Garwood, da cui ebbe una figlia, Gemma. I due si separarono nel 1990 quando Paolo Gucci iniziò una relazione con Penny Armstrong, di quarant'anni più giovane, da cui ebbe altre due figlie: Alyssa e Gabrielle. 
Nel 1994 fu condannato a cinque settimane di prigione per non aver pagato gli alimenti e il mantenimento dei figli alla sua seconda moglie Jenny Garwood e alla loro figlia.

## Nella cultura di massa
Nel film House of Gucci (2021) è stato interpretato da Jared Leto. La figlia di Paolo Gucci, Patrizia, insieme ad altri eredi della famiglia Gucci, ha espresso dure critiche sulla rappresentazione caricaturale e non accurata del padre e dell'intera famiglia, in particolare per quanto riguarda la narrazione dei fatti ma anche sul trucco dell'attore lamentando la poca somiglianza con suo padre.